# 肥後の国グランプリ
肥後の国グランプリ（ひごのくに - ）は、日本の荒尾競馬組合が荒尾競馬場のダート2000mで施行していた競馬の重賞競走。正式名称は「九州スポーツ杯 肥後の国グランプリ」、九州スポーツを発行する東京スポーツ西部支社が優勝杯を提供していた。現役アラブ系競走馬の減少に伴い、2005年限りで廃止された有明大賞典に替わるサラブレッド系オープンの重賞競走として、2006年に創設された。荒尾競馬の廃止に伴い、2011年をもって開催は終了。荒尾競馬最後の重賞競走となった。
大晦日に行われるグランプリ競走ではあるが、出走馬の選定については通常の重賞競走と同様であり、有明大賞典では実施されていたファン投票は行われていない。

## 歴代優勝馬
| 回数  | 施行日         | 優勝馬           | 性齢 | 所属 | タイム | 優勝騎手 | 管理調教師 |
| ----- | -------------- | ---------------- | ---- | ---- | ------ | -------- | ---------- |
| 第1回 | 2006年12月31日 | テイエムハエドー | 牡3  | 荒尾 | 2:12.9 | 吉井浩和 | 平山良一   |
| 第2回 | 2007年12月31日 | エランセ         | 牡7  | 荒尾 | 2:11.5 | 杉村一樹 | 工藤榮一   |
| 第3回 | 2008年12月31日 | タニノウィンザー | 牡4  | 荒尾 | 2:11.9 | 吉留孝司 | 頼本盛行   |
| 第4回 | 2009年12月31日 | タニノウィンザー | 牡5  | 荒尾 | 2:15.9 | 吉留孝司 | 頼本盛行   |
| 第5回 | 2010年12月31日 | タニノウィンザー | 牡6  | 荒尾 | 2:13.7 | 吉留孝司 | 頼本盛行   |
| 第6回 | 2011年12月23日 | テイエムゲンキボ | 牡7  | 荒尾 | 2:13.1 | 山口勲   | 平山良一   |